# Taguir Gadjiev
Pas d'image ? Cliquez ici

a Compétitions nationales et continentales officielles uniquement.

b Matchs officiels uniquement.
Dernière mise à jour le 30 novembre 2020.
Taguir Gadjiev (russe : Тагир Гаджиев), né le 29 mars 1994, est un joueur russe de rugby à XV qui évolue au poste de troisième ligne. Il joue en 2020-2021 au sein de l'effectif du VVA Podmoskovie.

## Biographie
Il débute le rugby sur le tard. Plus jeune il pratique les arts martiaux, notamment le sambo. Il commence le rugby par hasard, rejoignant un ami qui pratiquait déjà le rugby. Il commence par le rugby à VII, et est repéré par Kingsley Jones (en), alors sélectionneur de l'équipe de Russie de rugby à XV lors d'un match local au Daguestan. À la suite de ce match, il est invité à rejoindre le RC Kouban Krasnodar. Le Kouban arrêtant le rugby à XV pour se concentrer sur le VII, il rejoint alors le VVA Podmoskovie. Le Kouban relançant une équipe de XV, il retourne à Krasnodar, où il reste jusqu'à fin 2019. La même année, il participe à la Challenge Cup au sein de l'effectif du Ienisseï-STM, spécifiquement renforcé pour l'occasion.
À la suite de la Coupe du monde 2019, à laquelle il participe, il est contacté par l'ASM Clermont Auvergne, mais le transfert ne se réalisera finalement pas. Il retourne finalement au VVA Podmoskovie, afin de jouer les premiers rôles en championnat de Russie. Régulièrement blessé, il met un terme à sa carrière en 2022.

## Palmarès
- Coupe des Nations de Hong Kong 2015 (en)
- Coupe des Nations de Hong Kong 2016 (en)

## Statistiques

### En sélection
| Année | Compétition                              | Matchs | Points | Essais | Transf. | Drops | Pénal. |
| ----- | ---------------------------------------- | ------ | ------ | ------ | ------- | ----- | ------ |
| 2015  | Coupe des Nations de Hong Kong 2015 (en) | 3      | -      | -      | -       | -     | -      |
| 2016  | ENC 1A 2014-2016                         | 1      | -      | -      | -       | -     | -      |
| 2016  | Coupe des Nations de Hong Kong 2016 (en) | 3      | 5      | 1      | -       | -     | -      |
| 2017  | REC 2017                                 | 2      | -      | -      | -       | -     | -      |
| 2017  | Test                                     | 2      | -      | -      | -       | -     | -      |
| 2018  | REC 2018                                 | 4      | 5      | 1      | -       | -     | -      |
| 2018  | Test                                     | 4      | -      | -      | -       | -     | -      |
| 2019  | REC 2019                                 | 5      | 15     | 3      | -       | -     | -      |
| 2019  | Coupe des nations de rugby à XV 2019     | 2      | 5      | 1      | -       | -     | -      |
| 2019  | Test                                     | 1      | -      | -      | -       | -     | -      |
| 2019  | Coupe du monde de rugby à XV 2019        | 4      | -      | -      | -       | -     | -      |
| 2020  | REC 2020                                 | 1      | -      | -      | -       | -     | -      |
| Total | Total                                    | 32     | 30     | 6      | -       | -     | -      |

| Essai | Adversaire | Lieu                                       | Compétition                              | Date             | Résultat | Score |
| ----- | ---------- | ------------------------------------------ | ---------------------------------------- | ---------------- | -------- | ----- |
| 1     | Hong Kong  | Hong Kong Football Club Stadium, Hong Kong | Coupe des Nations de Hong Kong 2016 (en) | 19 novembre 2016 | Victoire | 0-27  |
| 1     | Belgique   | Stade Kouban, Krasnodar                    | REC 2018                                 | 17 février 2018  | Victoire | 47-8  |
| 1     | Belgique   | Stade Central de Sotchi (en), Sotchi       | REC 2019                                 | 16 février 2019  | Victoire | 64-7  |
| 1     | Allemagne  | Fritz-Grunebaum-Sportpark (en), Heidelberg | REC 2019                                 | 2 mars 2019      | Victoire | 18-26 |
| 1     | Roumanie   | Stade Municipal de Botoșani (en), Botoșani | REC 2019                                 | 9 mars 2019      | Défaite  | 22-20 |
| 1     | Namibie    | Stade Charrúa, Montevideo                  | Coupe des nations de rugby à XV 2019     | 15 juin 2019     | Victoire | 20-0  |